# العلاقات الفنزويلية القطرية
العلاقات الفنزويلية القطرية هي العلاقات الثنائية التي تجمع بين فنزويلا وقطر.

## مقارنة بين البلدين
هذه مقارنة عامة ومرجعية للدولتين:
| وجه المقارنة                                              | فنزويلا                                  | قطر           |
| --------------------------------------------------------- | ---------------------------------------- | ------------- |
| المساحة (كم2)                                             | 916.45 ألف                               | 11.44 ألف     |
| عدد السكان (نسمة)                                         | 28.87 مليون                              | 2.64 مليون    |
| الكثافة السكانية (ن./كم²)                                 | 31.5                                     | 230.77        |
| العاصمة                                                   | كاراكاس                                  | الدوحة        |
| اللغة الرسمية                                             | اللغة الإسبانية، لغة الإشارة الفنزويلية ‏ | اللغة العربية |
| العملة                                                    | بوليفار فنزويلي                          | ريال قطري     |
| الناتج المحلي الإجمالي (بليون دولار)                      | 482.36 مليار                             | 167.61 مليار  |
| الناتج المحلي الإجمالي (تعادل القوة الشرائية) بليون دولار |                                          | 316.40 مليار  |
| الناتج المحلي الإجمالي الاسمي للفرد دولار أمريكي          |                                          | 73.65 ألف     |
| الناتج المحلي الإجمالي للفرد دولار أمريكي                 |                                          | 141.54 ألف    |
| مؤشر التنمية البشرية                                      | 0.762                                    | 0.850         |
| رمز المكالمات الدولي                                      | +58                                      | +974          |
| رمز الإنترنت                                              | .ve                                      | .qa           |
| المنطقة الزمنية                                           | 00                                       | ت ع م+03:00   |

## منظمات دولية مشتركة
يشترك البلدان في عضوية مجموعة من المنظمات الدولية، منها:
| علم المنظمة | اسم المنظمة                        | تاريخ انضمام فنزويلا | تاريخ انضمام قطر |
| ----------- | ---------------------------------- | -------------------- | ---------------- |
|             | يونسكو                             | 25 نوفمبر 1946       | 27 يناير 1972    |
|             | وكالة ضمان الاستثمار متعدد الأطراف | 9 مايو 1994          | 22 أكتوبر 1996   |
|             | الأمم المتحدة                      | 15 نوفمبر 1945       | 21 سبتمبر 1971   |
|             | الاتحاد البريدي العالمي            | ?                    | ?                |
|             | البنك الدولي للإنشاء والتعمير      | 30 ديسمبر 1946       | 25 سبتمبر 1972   |
|             | المنظمة الهيدروغرافية الدولية      | ?                    | ?                |
|             | الاتحاد الدولي للاتصالات           | 13 أغسطس 1920        | 27 مارس 1973     |
|             | منظمة حظر الأسلحة الكيميائية       | ?                    | ?                |
|             | مؤسسة التمويل الدولية              | 28 ديسمبر 1956       | 11 أكتوبر 2008   |
|             | منظمة التجارة العالمية             | ?                    | ?                |
|             | منظمة الشرطة الجنائية الدولية      | ?                    | ?                |

## وصلات خارجية
- موقع وزارة الخارجية الفنزويلية
- موقع وزارة الخارجية القطرية